# George Ott
George Ott (* 22. Oktober 2001 in Hamilton) ist ein neuseeländischer Fußballspieler und wird hauptsächlich auf der Position eines Mittelstürmers eingesetzt.

## Karriere
Aus der Jugend der Hamilton Wanderers kommend ging er hier im Sommer nach einer kurzen Pause in die erste Mannschaft des Klubs über. Nach einer Saison hier, verließ er diese aber wieder und schloss sich der Reserve-Mannschaft von Wellington Phoenix an. Diesen gehörte er dann noch bis Ende März 2021 an und schloss sich danach Lower Hutt City (welche nun als Farm-Team für Wellington dienten) an, mit denen er in der Saison 2021 in der Central League spielte und hier mit 21 Treffern Torschützenkönig der Spielzeit wurde. Nach dem Ende der Saison hier, ging er nun in den Kader der ersten Mannschaft von Wellington Phoenix in der A-League über. In der laufenden Saison 2021/22 kam er hier aber lediglich zwei Mal im März 2022 zu Kurzeinsätzen. Daraufhin verließ er diese nun im Sommer 2022 wieder und schloss sich den Melbourne Knights an. Seit Anfang 2023 steht er beim St Albans Saints SC unter Vertrag.